# Manganbelyankinite
La manganbelyankinite è un minerale.